# Île flottante
Pour les articles homonymes, voir Île flottante (homonymie).
Pour le dessert, voir Œufs à la neige.

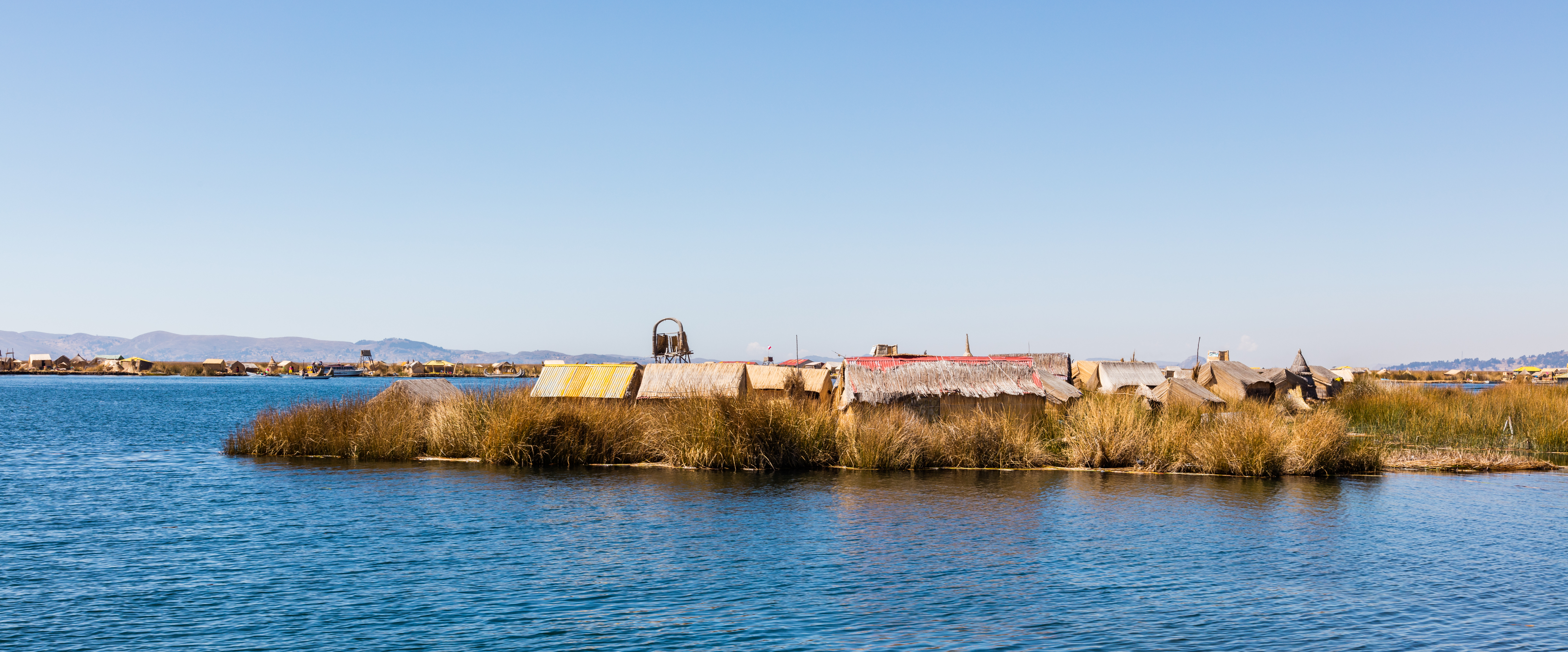
Île flottante habitée par les Uros sur le lac Titicaca au Pérou.

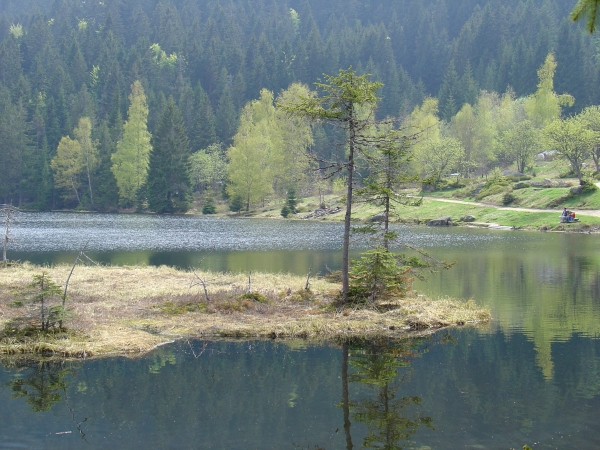
Île flottante, sur la rive nord du Petit Arbersee (lac de Bavière).

Une île flottante est une île artificielle, ou naturelle ou semi artificielle (alors constituée d'amas de tourbe légère et/ou de roseaux accumulés en quantité suffisante pour former de grands radeaux, eux-mêmes plus ou moins végétalisés et parfois susceptibles de se déplacer au gré de l'eau).
Les îles artificielles sont par exemple des installations et ouvrages flottant, durablement reliés au fond ou à un quai ou à la côte, qui n'est pas principalement dédiée à la navigation maritime, à usage énergétique, scientifique, halieutique, résidentiel, touristique ou récréatif (activités balnéaires, d'hôtellerie ou de restauration…).

## Histoire
Dans l'Antiquité, de tels radeaux naturels de végétation sont déjà observés : 

« Quelques terrains tremblent sous les pas : par exemple, dans le territoire de Gabies, non loin de Rome, il y a environ deux cents jugères (50 hectares) qui tremblent sous les pas des chevaux ; il en est de même dans le territoire de Réate. Quelques îles sont toujours flottantes dans le territoire de Cécube et dans celui de Réate, de Modène et de Statonie. Le lac Vadimon et les eaux Cutiliennes renferment une forêt épaisse qu'on ne voit jamais au même lieu le jour et la nuit. En Lydie, les îles appelées Calamines obéissent à l'impulsion non seulement des vents, mais même des crocs ; elles furent, dans la guerre de Mithridate, le salut d'une foule de citoyens romains. Il y a aussi dans le Nymphaeum de petites îles appelées Saliaires, parce qu'elles se meuvent au bruit de la symphonie et des pieds, qui battent la mesure. Dans le lac de Tarquinie, qui est un des grands lacs d'Italie, il y a deux bois qui, sous le souffle des vents, prennent tantôt une figure triangulaire, tantôt une figure arrondie, jamais une figure carrée. Pline l'Ancien »

Sénèque s'y intéresse aussi : 

« Il en est beaucoup de [pierres] poreuses et de légères, comme celles dont sont formées, à ce que dit Théophraste, certaines îles flottantes de la Lydie. J’ai vu de mes yeux une île semblable près de Cutilies. Une autre aussi flotte sur le lac Vadimon, un lac du territoire statonien » (« Sunt enim multi pumicosi et leves, ex quibus quae constant insulae in Lydia natant ; Theophrastus est auctor. Ipse ad Cutilias natantem insulam vidi, et alia in Vadimonis lacu vehitur – lacus in Statoniensi est ») »

### Îles flottantes naturelles
- Claude Dausque, chroniqueur jésuite qui fut chanoine de Tournai (né à Saint-Omer en 1566, mort en 1644), consacra, en 1633, un traité entier (en latin) aux îles flottantes du marais audomarois près duquel il était né. Quand Louis XIV passe à St Omer en 1677, on lui fait visiter les îles flottantes du marais de St Omer. Le 22 juillet 1680, en se rendant à Ambleteuse où un nouveau port devait être construit, le roi soleil repasse par St Omer, dont pour visiter le marais, cette fois accompagné d'une partie de sa famille[3].
- On observe encore en France de petites îles flottantes boisées, naturelles, dites levis et qui dérivent au gré du vent sur le lac de Grand-Lieu (Loire-Atlantique).
- D'autres exemples naturels existent encore aussi en Estonie où des morceaux de berge du fleuve Narva sont arrachés par le courant.
- En Floride, dans les marais où on les juge généralement indésirables car pouvant s'opposer à la circulation des bateaux, on les appelle « Tussocks »[4].
- Des scientifiques ont pu étudier en Guyane — lors de la mise en eau du barrage EDF de Petit-Saut — l'apparition de radeaux de végétation[5] associant des hélophytes (Ptéridophytes, Poacées et Cypéracées[5]). De tels radeaux pourraient jouer un rôle dans la dispersion de certaines espèces ou propagules. Dans le monde, certaines de ces « îles flottantes », sont « constituées par des amas de végétaux et d'arbres qui peuvent rester longtemps agglomérés entre eux (...) par le moyen de ces îles flottantes, plus importantes dans les âges anciens qu'aujourd'hui, des échanges d'animaux et de végétaux ont dû se produire entre les divers continents »[6].

### Îles semi-naturelles
Certains peuples construisent de telles îles de leurs mains :
- les Uros au Pérou, sur le lac Titicaca, où ils vivent de manière traditionnelle sur des îles flottantes composées de roseaux ;
- au Cambodge, sur le Tonlé Sap, les Chams vivent dans des maisons sur pilotis et aménagent des champs sur des radeaux de jacinthe d'eau découpés avec de grandes scies. Ces jardins flottants recouverts de terre sont suffisamment étroits pour permettre la récolte depuis une embarcation et suffisamment robustes pour supporter le poids d'un homme.

### Îles flottantes artificielles (semi-synthétiques)

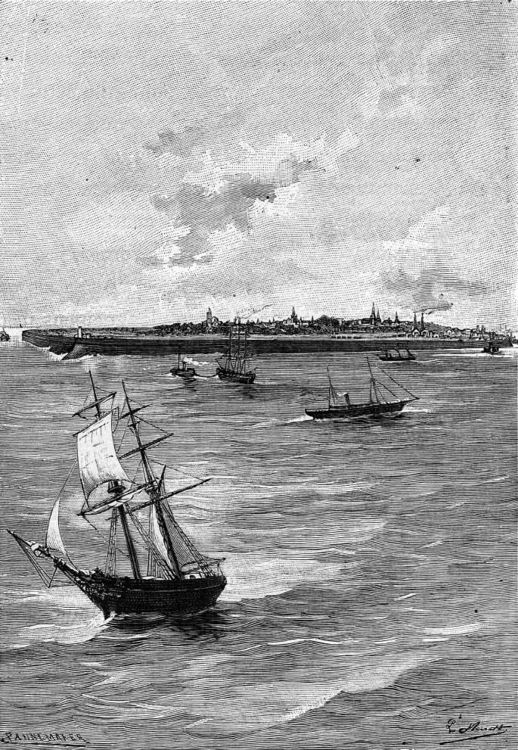
L'île à hélice de Jules Verne (ici illustrée par une gravure de Léon Benett, 1895)

#### Structures totalement artificielles
L'ingénieur norvégien Horgaard propose dans la revue Engineering un projet d'île flottante-aérodrome d'escale pour avions au milieu de l'océan Atlantique, entre le cap Clear et Saint-Jean de Terre-Neuve sur le banc Faraday par 1 400 m de fond. Il imagine une île porte-avion longue de 317 m et large de 40 m, dont le pont serait organisé comme un hôtel pour les avions, éclairé de nuit par de puissants projecteurs. L'île serait ancrée sur le fond par des câbles en acier longs de 6 800 m au moins.
La Convention des Nations unies sur le droit de la mer 10 (CNUDM) ne définit pas clairement ce qu'est une île artificielle, mais la cite dans ses articles 11, 56, 60, 79, 80, 87, 208, 214 et 246, en faisant référence à toute structure artificielle s’apparentant à une île, sans pourtant pouvoir bénéficier des droits qui y sont rattachés. Selon l’article 121 de la CNUDM l’île artificielle pourrait être une étendue artificielle entourée d’eau qui reste découverte à marée haute.
Les plateformes de forage offshores se sont expressément exclues de la définition du navire par les conventions de 1976 sur la limitation de responsabilité en matière de créances maritimes 19 et sur les normes minima de sécurité dans la marine marchande.
La littérature scientifique et technique évoque des habitats flottants, de plateformes multi-usages dédiées à des activités industrielles et/ou énergétiques, de loisir, à l'aquaculture, au transport, au stockage d'énergie, etc.
La question de la revendication d'un espace de souveraineté en haute mer est complexe et généralement considéré comme utopique, mais divers projets de plateformes flottantes habitées et se voulant politiquement autonomes en haute mer émergent périodiquement. C'est par exemple le cas du projet du Seasteading Institute (ONG libertarienne de la Silicon Valley fondée aux États-Unis en 2008) qui a franchi un nouveau pas via la signature le 13 janvier 2017 d’un protocole d’accord entre la Polynésie française. Un pavillon de complaisance permettrait peut-être à une île flottante d'exister légalement dans le droit international tout en échappant à certaines règles locales ; en Polynésie ces îles flottantes artificielles, construites dans le respect des « normes environnementales définies par la Polynésie française » et « dans le cadre d’une réglementation spéciale établie en vertu des lois et règlements" de ce territoire, « couvrant des zones maritimes et terrestres définies ». Elles pourraient être dotées de zones économiques spéciales dérogeant au droit commun (économique et social) dans le cadre d'un mécanisme juridique expérimental. Une première conférence sur les îles Flottantes du Seasteading Institute s'est tenue en mai 2017 à Tahiti.
En France, avant 2024, ces structures flottantes étaient juridiquement et administrativement indistinctement assimilées à des navires en zone économique exclusive (ZEE) et soumises à un décret de 2013 règlementant les îles artificielles, installations, ouvrages et leurs installations connexes sur le plateau continental et dans la zone économique exclusive et la zone de protection écologique ; et les câbles et pipelines sous-marins. Mais pour répondre aux enjeux de sécurité, de sûreté et/ou de prévention des impacts écologiques, et au développement tardif par rapport aux autres pays comparables, mais attendu de l'éolien offshore (qui devrait passer de 1,5 GW en 2024 à 18 GW en 2035 et 45 GW en 2050, via une cinquantaine de parcs éoliens marins à construire), la loi APER de 2023 relative à l'accélération de la production d'énergies renouvelables a récemment prévu (en 2023) un nouveau statut et régime administratif pour les îles marines artificielles et autres installations, ouvrages flottants, navires professionnels ou structures flottantes telles que les éoliennes offshore flottantes. Un décret (en consultation en juillet-août 2024) doit préciser le cadre règlementaire les concernant, comment elles doivent être conçues, construites, entretenues et exploitées, pour assurer la sécurité maritime, la sûreté et prévenir les pollutions. Seules les installations de production d'énergies renouvelables ou nécessaires à l'exercice d'une mission de service public pourront désormais être implantées sur le domaine public maritime. Tout comme les drones maritimes, et installations et ouvrages flottants du registre de ces engins sous pavillon français, les îles artificielles sous pavillon français seront enregistrées via le guichet unique du registre international français. Un régime de contrôle et d'agrément des organismes qui en seront chargés est prévu (2024).
Les navires professionnels et opérations d'approvisionnement en combustible seront soumis à des notifications préalables avec possibilité pour les autorités de formuler des prescriptions avec tenue d'un registre de suivi.

La définition légale, proposée en 2024, pour l'île artificielle est : 

« installation et ouvrage flottant, tout engin flottant relié de manière durable au quai, aux fonds marins ou leur sous-sol ou à tout autre point fixe en mer ou sur la côte qui n'est pas, à titre principal, construit et équipé pour la navigation maritime et affecté à celle-ci ou affecté à des services publics à caractère administratif ou industriel et commercial au sens de l'article L.5000-2 du code des transports (...) usage résidentiel, touristique ou récréatif, ou à des fins d'activités balnéaires, d'hôtellerie ou de restauration (...) 
 (...)
« 1° Les quais flottants et pontons, qu'ils soient ancrés ou reliés au quai à tout autre point fixe, et exploités sans présence permanente de personnel en vue de l'amarrage ou l'accostage des navires ou en tant qu'extension des installations portuaires ; 
« 2° Tout île artificielle, installation et ouvrage flottant installé dans le cadre d'une manifestation nautique temporaire n'excédant pas un mois ; 
« 3° Les installations de production d'énergie renouvelable en mer installées à titre d'essais ou expérimental. Ne sont pas considérés comme île artificielle, installation et ouvrage flottant : 
« 1° Les installations et ouvrages destinés à titre principal à la signalisation maritime ; 
« 2° Les installations et ouvrages relatifs à la protection, à l'étude, à la gestion ou à l'exploitation des ressources halieutiques et aquacoles, à la recherche scientifique ou à la protection de l'environnement ainsi que ceux relatifs aux études techniques et environnementales relatives aux installations de production d'énergie renouvelable en mer et leurs ouvrages de raccordement aux réseaux publics d'électricité. »

.

#### Structures d'intérêt écologique
Des ilots flottants végétalisés sont construits avec des coussins flottants de matière synthétique pouvant être traversés par des racines, elles sont plus récentes.
Elles visent un effet décoratif, et/ou d'épuration de l'eau par rhizofiltration, et/ou d'accueil d'espèces d'oiseaux ou autres,.

## Dans la culture

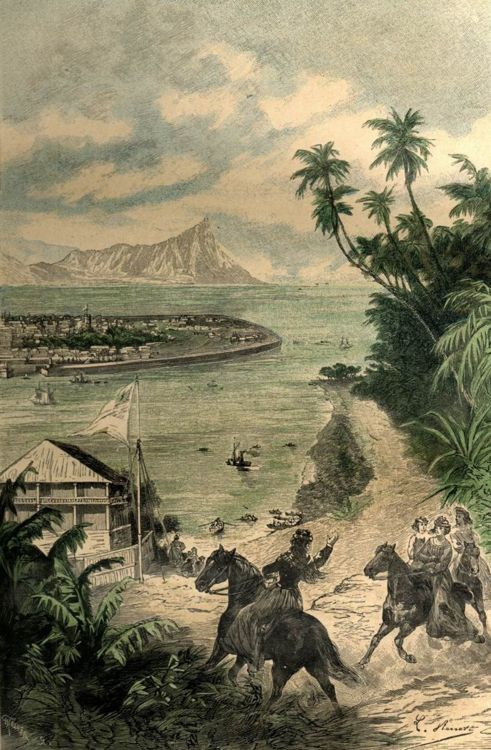
« L’Île à hélice » (ou la Perle du pacifique) en visite à Hawaï, imaginée par Jules Verne ; ici illustrée en 1895 par une gravure de Léon Benett, mise en couleur.

Le roman antique du mythographe grec Évhémère (IVe siècle av. J.-C.) inclut une île flottante, l'île de Délos, tirée par un bateau.
Dans la littérature du début du XVIIe siècle, on trouve :
- L'Isle des hermaphrodites de Thomas Artus (1605) ;
- le Nouveau Panurge avec sa navigation en l'isle imaginaire (1616) ;
- le roman héroïque Polexandre, de Marin Le Roy de Gomberville, paru en 1619 et son île inaccessible ;
- le roman évhémériste de Jean Desmarets de Saint-Sorlin (La Vérité des fables ou l'histoire des dieux de l'Antiquité, 1648), où réapparait l'île imaginaire de Délos, qui couvre ici trois lieues de long et une lieue de large. L'auteur lui fait faire le tour du monde[17].

Jules Verne imagine une île à hélice qui peut se déplacer sur l'océan. Hayao Miyazaki imagine quant à lui une île qui flotte dans le ciel.